# Веллінгтон-коледж

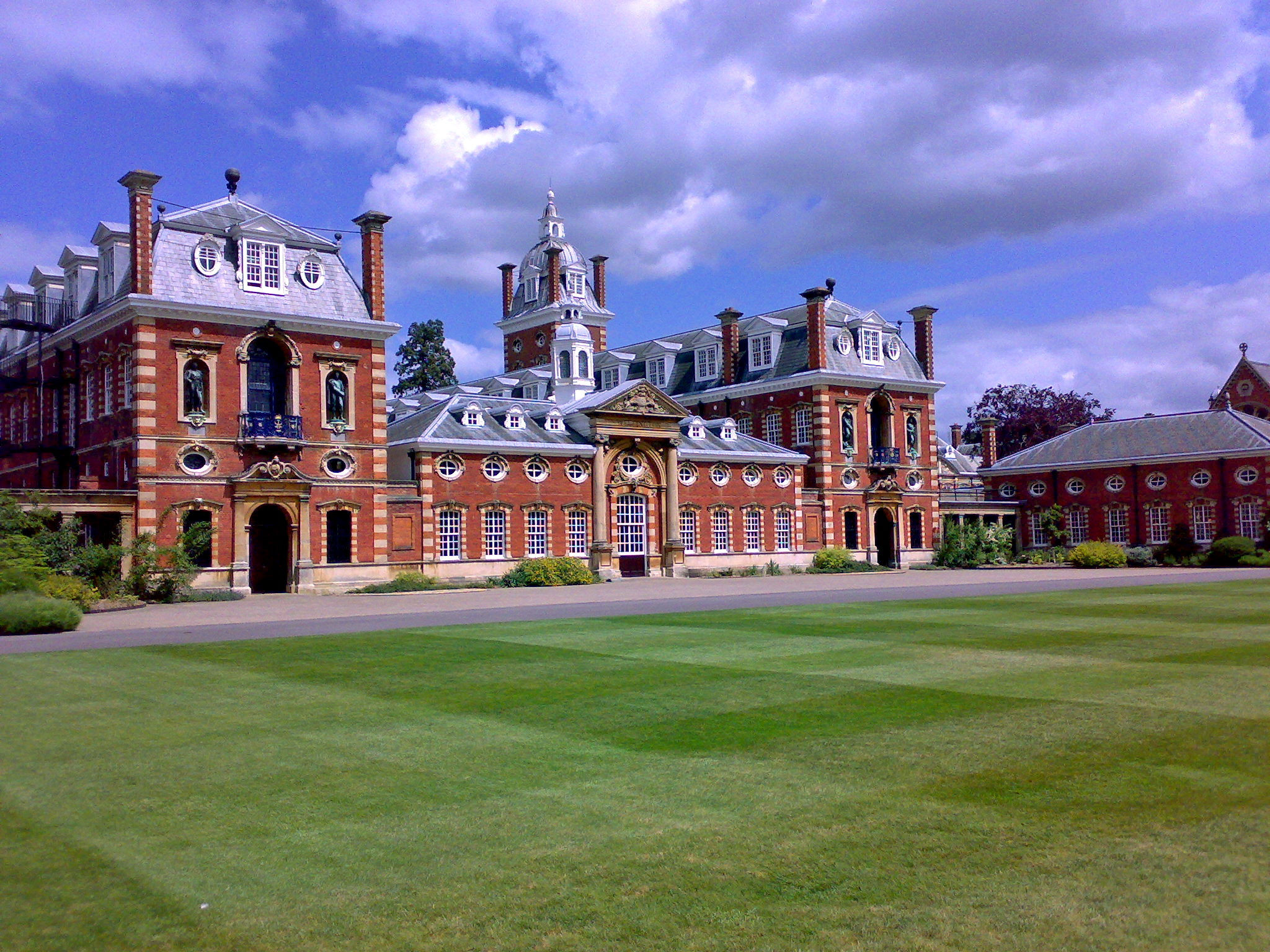
Вид на головну будівлю коледжу з південного боку

Веллінгтон-коледж (англ. Wellington College) — національний монумент герцогу Веллінгтону, британський навчальний заклад, розташований у селищі Кроуторн (Беркшир). Коледж було засновано 1859 року. Його першим директором був Едвард Вайт Бенсон, який згодом став архієпископом Кентерберійським. У Веллінгтоні навчається понад 1000 студентів у віці від 13 до 18 років.

## Директори коледжу
- 2006- Ентоні Шелдон
- 2000-2005 Г’ю Монро
- 1989-2000 Чарльз Джонатан Драйвер
- 1979-1989 Девід Ньюсам
- 1966-1979 Френк Форман Фішер
- 1956-1966 Грехем Генрі Стейнфорт
- 1941-1956 Гаррі Вілфред Гаус
- 1937-1941 Роберт Пейтон Лонгден
- 1921-1937 Фредерік Вблагден Мелім
- 1910-1921 Вільям Веймар Воган
- 1893-1910 Бертрам Поллок
- 1872-1893 Едвард Вікгем
- 1859-1872 Едвард Вайт Бенсон